# Erazm Fabijański

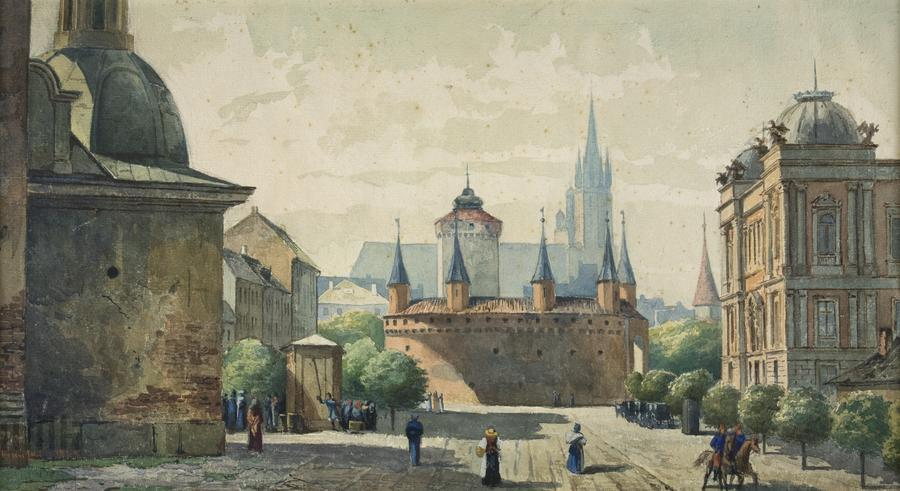
Widok Barbakanu i kościoła Mariackiego z Placu Matejki w Krakowie 1886

Erazm Rudolf Fabijański (Fabjański), (Fabiański) (ur. 1826 w Żytomierzu, zm. 17 lipca 1892 w Krakowie) – malarz, rysownik, drzeworytnik, grafik, scenarzysta.

## Życiorys
Absolwent Cesarskiej Akademii Sztuk Pięknych w Petersburgu. W latach 1845–1852 studiował medycynę w Kijowie. Po ukończeniu studiów dyrektor teatru w Żytomierzu w latach 1852–1860. Autor dekoracji do premierowego wykonania „Halki” Stanisława Moniuszki. Następnie dyrektor teatru w Kijowie. W 1861 więziony za działalność patriotyczną. Po uwolnieniu wyjechał do Warszawy, gdzie pisywał do „Kuriera Warszawskiego” i ilustrował „Kłosy” i „Tygodnik Ilustrowany”. Uczestnik powstania styczniowego. Po jego upadku początkowo przebywał na emigracji w Wiedniu, następnie walczył w Legii Cudzoziemskiej w wojnie francusko-pruskiej. Po 1871 wrócił do kraju zamieszkał we Lwowie, a w 1880 osiadł w Krakowie, gdzie dekorował kościoły i teatry. w 1885 namalował obraz Wnętrze kościoła Dominikanów w Krakowie.
Ojciec Stanisława Ignacego Fabijańskiego. 
Pochowany na Cmentarzu Salwatorskim w Krakowie (sektor SC1-3-6).

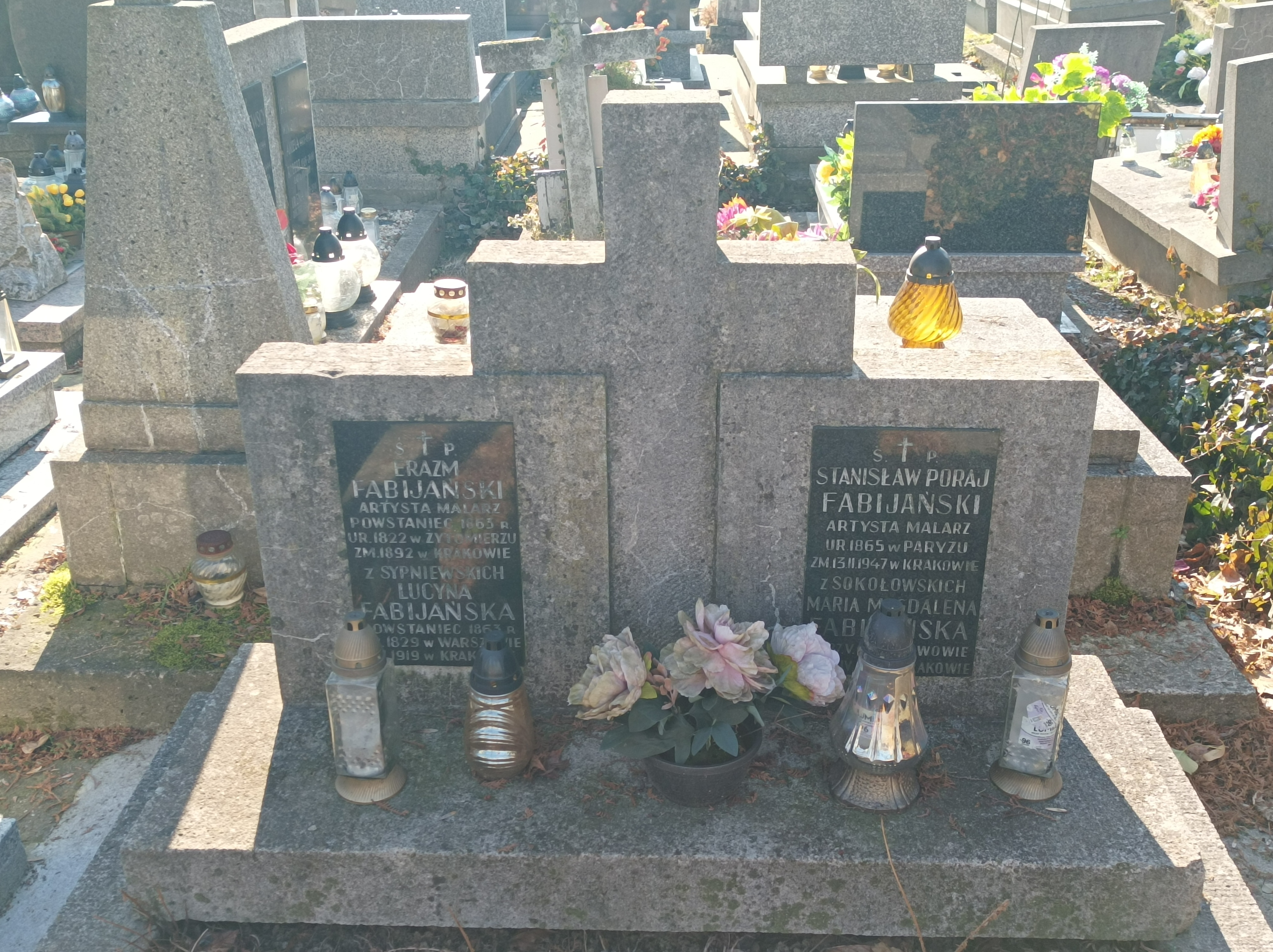
Grób Erazma i Stanisława Fabijańskich na Cmentarzu Salwatorskim